# Многото приключения на Мечо Пух
Многото приключения на Мечо Пух (на английски: The Many Adventures of Winnie the Pooh) е американски анимационен музикален филм от 1977 г., продуциран от Уолт Дисни Прадакшънс и разпространяван от Буена Виста Дистрибушън. Филмът е антология, съдържаща три филма на Дисни - Мечо Пух и меденото дърво (1966), Мечо Пух и бурният ден (1968) и Мечо Пух и Тигъра също (1974), базирани на книгите Мечо Пух от Алън Милн, това е 22-рият пълнометражен анимационен филм на Дисни. Използвани са допълнителни материали, които да свържат трите части, за да се слеят в една история.
Героите от филма пораждат франчайз от различни продължения и телевизионни програми, облекло, книги, играчки и едноименната атракция в Дисниленд, Уолт Дисни Уърлд и Хонконг Дисниленд в допълнение с „Меден лов на Пух“ в Дисниленд Токио.

## Сюжет
Добавена е четвърта, по-кратка сцена, за да завърши филмът, първоначално направен по време на продукцията Бурният ден (въз основа на Джон Уолмсли като Кристофър Робин). Последователността се основава на последната глава на Къщата на ъгъла на Пух, в която Кристофър Робин трябва да остави Стоакровата гора след като тръгва на училище. Кристофър Робин и Пух обсъждат какво им е харесало да правят заедно и момчето моли мечето да обещае да го запомни и да запази живи някои от спомените от прекрасното време, което са прекарали заедно. Пух се съгласява и филмът приключва с разказвача, който казва, че където и да отиде Кристофър Робин, Пух винаги ще го чака да се върне.

## Четвърта история
Шест години след излизането на Многото приключения на Мечо Пух, Дисни продуцира четвърти филм, базиран на историите. Премиерата на Мечо Пух и денят на Ийори е на 11 март 1983 г., но първоначално по никакъв начин не е свързан с предходните филми. Оттогава е добавен към домашните видеоиздания на Многото приключения на Мечо Пух.

## Актьори
- Стърлинг Холоуей – Мечо Пух
- Брус Райтерман, Джон Уолмсли и Тимъти Търнър – Кристофър Робин
- Джон Фидлър – Прасчо
- Ралф Райт – Ийори
- Клинт Хоуърд и Дори Уитейкър – Ру
- Барбара Лъди – Кенга
- Пол Уинчъл – Тигър
- Джуниъс Матюс – Заека
- Хал Смит – Бухала
- Хоуърд Морис – Бобъра
- Себастиан Кабо – Разказвач

## Продукция
Многото приключения на Мечо Пух е последният филм от канона на Дисни, в който Уолт Дисни участва лично, тъй като един от късометражните филми (Мечо Пух и меденото дърво) е издаден приживе на Уолт, който участва в продуцирането на Бурният ден. Намерението на Уолт Дисни е да създаде пълнометражен филм, но вместо това той решава да направи късометражни - след започване на производството - за да запознае американската публика с героите. Филмите съдържат песни на братята Шърман.
Персонажът на Бобъра, който не се появява в историите на Милн, е създаден, защото Дисни иска изцяло американски герой, който може да се хареса на децата и също така да добави елемент на комедия.
За героя Прасчо, аниматорите използват жестове на ръце и други движения, за да създадат изразителност, тъй като той (и Пух) имат вид на кукли или препарирани животни с относително прости очи.

## Издаване

### Рецепция
Многото приключения на Мечо Пух получава единодушен рейтинг за одобрение от 100% от Rotten Tomatoes въз основа на 13 отзива, със средна стойност 8,4 / 10. Критичният консенсус на уебсайта гласи „Може би най-верната от литературните адаптации на Дисни, тази сладка, очарователна колекция от филмчета улавя духа на класическите истории на Алън Милн“. Филмовият критик Ленард Малтин нарича оригиналните филми на Пух „скъпоценни камъни“; той също така отбелязва, че художествено прилича на илюстрации на книги и че специфичната дължина на тези елементи означава, че създателите на филми не трябва да „компресират или продължават своя сценарий“.
Рут Хил Вигерс обаче, когато пише в „Критична история на детската литература“ през 60-те години, споменава „Мечо Пух“ на Дисни, както и няколко други адаптации на Дисни, като „унищожили целостта на оригиналните книги“.
Филмът е признат от Американския филмов институт в следните списъци:
- 2008: 10-те топ 10 на АФИ:
  - Номиниран анимационен филм[5]

### Домашна употреба
Многото приключения на Мечо Пух е издаден за първи път на VHS, бетамакс и лазердиск в началото на 80-те години. Издаден е на DVD за първи път през 2002 г. като Юбилейно издание по случай 25-годишнина, с цифрово възстановена картина и звук.
Второ DVD издание, наречено „Приятелско издание“, излиза през 2007 г., което е идентично с предходното, като разликата е само в това, че е добавен епизод от анимационния филм Моите приятели Тигър и Пух.
Blu-ray версията е издадена за първи път заедно с третото DVD издание на 27 август 2013 г.

## Продължение
Уолт Дисни Пикчърс издава самостоятелното продължение Мечо Пух през 2011 г.